# Pieter Arend Troost
Pieter Arend Troost (Spijkenisse, 13 september 1877 – Bennebroek, 22 februari 1943) was een Nederlandse burgemeester.

## Leven en werk
Troost werd in 1877 in Spijkenisse geboren als zoon van Daniel Troost en van Elizabeth Biesheuvel. Hij begon zijn loopbaan in de sector van de handel, maar schakelde rond zijn tweeëntwintigste levensjaar over naar de publieke sector. Hij begon zijn ambtelijke loopbaan in 1899 op de secretarie van Spijkenisse. Hij onderbrak na zes jaar zijn ambtelijke loopbaan en werkte tot 1909 bij een Rotterdams advocatenkantoor. Op 1 maart 1909 werd hij benoemd bij de gemeentesecretarie van Hoofddorp in de Haarlemmermeer. Bij deze gemeente bereikte hij de rang van hoofdcommies. In 1920 werd hij benoemd tot burgemeester van Waddinxveen. In 1941 kreeg hij op zijn verzoek, om gezondheidsredenen, eervol ontslag als burgemeester van Waddinxveen.
Troost trouwde op 19 mei 1909 te Haarlemmerliede met Trijntje Biesheuvel. Hij overleed in februari 1943 op 65-jarige leeftijd in Bennebroek.

## Gebeurtenissen
Tijdens het burgemeesterschap van Troost werd Waddinxveen aangesloten op het elektriciteitsnetwerk. Voor Waddinxveen betekende dit de mogelijkheid om industrie aan te trekken. Als burgemeester kreeg hij ook te maken met een tweetal incidenten, die landelijk veel aandacht kregen. In augustus 1929 vermoordde een inwoner van Waddinxveen zijn buurman vanwege een uit de hand gelopen burenruzie over een heg. Troost werd in deze zaak gehoord als getuige omdat de verdachte in zijn bijzijn had aangekondigd dat er ongelukken zouden gebeuren. In 1936 was Troost zelf het slachtoffer. Tijdens een overval op een kapperszaak, waar hij als klant aanwezig was, kreeg hij een vuistslag van de dader toegediend, waardoor hij aan zijn hoofd gewond raakte. De dader bleek een broer te zijn van Marinus van der Lubbe, die vanwege brandstichting van het Duitse Rijksdaggebouw ter dood was veroordeeld.